# Savage-Gletscher
Der Savage-Gletscher ist ein Gletscher am östlichen Ende der Thurston-Insel vor der Eights-Küste des westantarktischen Ellsworthlands. Er fließt südlich der Tierney-Halbinsel nach Osten zur Seraph Bay.
Entdeckt wurde er im Februar 1960 bei Hubschrauberüberflügen von der USCGC Burton Island und der USS Glacier im Rahmen der von der United States Navy durchgeführten Forschungsreise in die Bellingshausen-See. Das Advisory Committee on Antarctic Names benannte ihn 1960 nach Leutnant John Savage, zahnmedizinischer Offizier an Bord der USS Glacier, der bei der Errichtung geodätischer Kontrollpunkte in diesem Gebiet behilflich war.